# Sydenhamův syndrom
Sydenhamův syndrom (Sydenhamova chorea, chorea minor, tanec svatého Víta, posunčina) je neurologická porucha projevující se náhlými bezúčelnými škubavými pohyby. Vyskytuje se hlavně u dětí. Za její příčinu je pokládána nedoléčená infekce streptokokem (nejčastěji Streptococcus pyogenes) a následná imunitní reakce organismu.
Stiženy jí bývají především dívky ve věku 6 až 13 let. Ve velmi vzácných případech může postihnout i dospělé až do 40 let.

## Historie

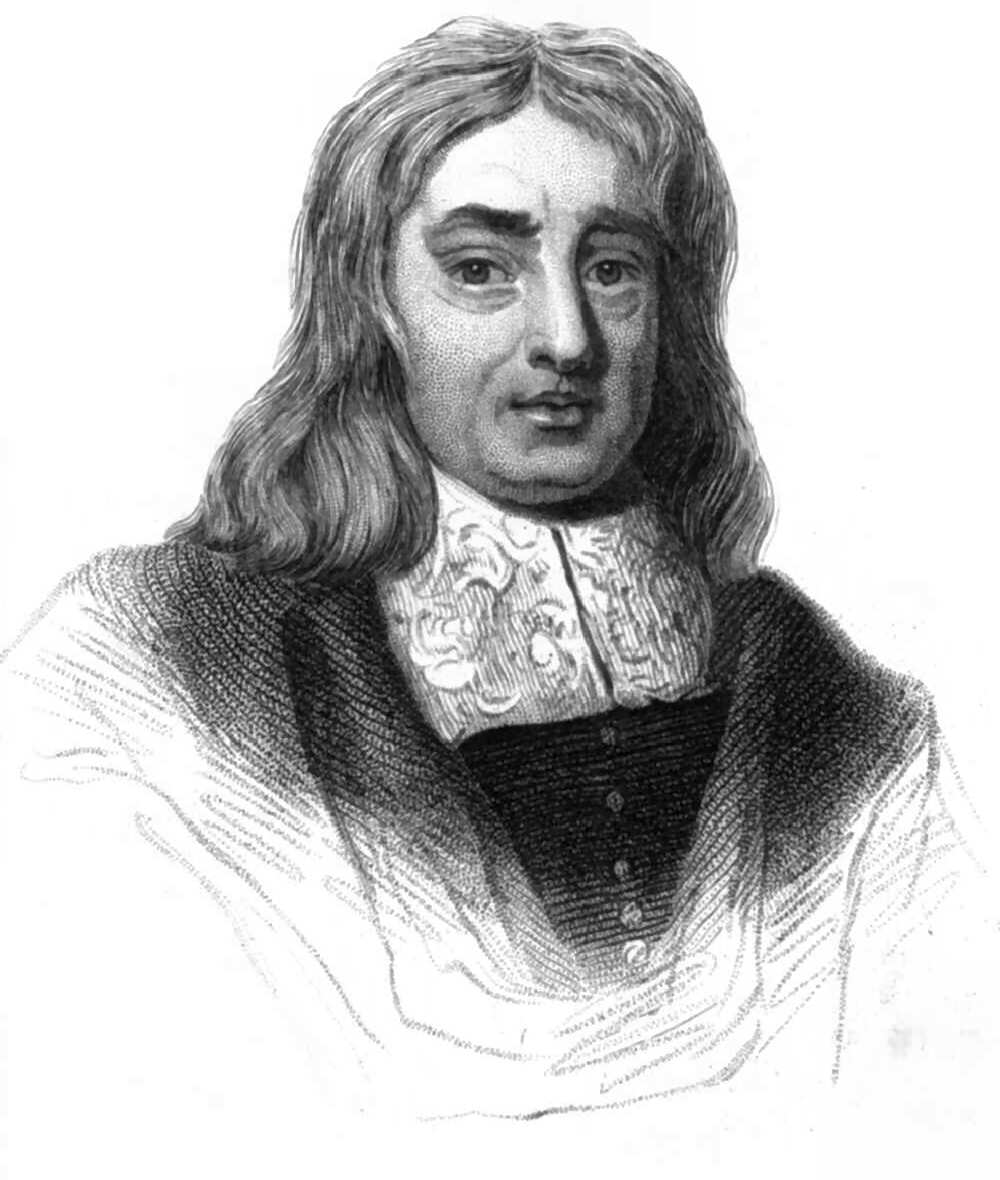
Thomas Sydenham

Anglický lékař Thomas Sydenham (1624–1689) popsal chorobu jako první. O přibližně 200 let později objevil George Huntington (1850–1916) z New Yorku variantu chorey a popsal ji jako vzácné neinfekční dědičné neurodegenerativní onemocnění mozku postihující lidi nad 50 let, nazvána byla Huntingtonova choroba (Chorea major), dříve také nazývaná tanec svatého Víta.